# 中原亞矢
中原亞矢（1973年7月28日—），日本女性漫畫家。出身於大阪府，血型A型。於1995年出道。代表作是2004年得到第49回小學館漫畫賞的《戀愛情結》。

## 概要
代表作《戀愛情結》是以自身的出身地大阪府堺市為舞台，並以泉州辯為主的漫才故事。此作品已電影化、小說化，並且在日本外也受到歡迎。中原亞矢本身喜歡漫才，念高中就習慣在通車時聽漫才的錄音帶。
另外，中原亞矢喜歡畫洋服，在《戀愛情結》中的高中允許穿著便服。

## 人物、軼事
- 漫才中特別喜歡DOWNTOWN。
- 喜歡關西傑尼斯8的澀谷昴，曾經數次在單行本上提到。
- 為了更有女人味而去買香水，但被妹妹抱怨「像大便一樣臭」，之後那瓶香水就被叫做「大便香水」。
- 體型相當瘦小，曾經被許久不見的人詢問「沒問題吧？」關心。

## 作品列表

### 連載中作品
- 請和這個沒用的我談戀愛／（2013 -2016年 、10卷）

### 已完結作品
- 考生萬萬歲／（1997年、全2卷）
  - 購物樂／
- 青春之芽／（1997年、全1卷）
  - 向日葵女孩／
  - 幸福朝著南方！／
  - 王子與我／
  - 2丁目甜心／
  - 春天 空氣 星期天／
- 愛情!愛情!愛情!／（1998年、全3卷）
  - 心中的聖母／
- 蘋果日記／（2000年、全2卷）
- 絕色女孩／（2000年、全2卷）
  - 青蘋果之戀／
- 秘密一籮筐／（2004年）
  - 男朋友的秘密／
  - 人家的秘密／
  - 女朋友的秘密／
  - 我的秘密／
- 戀愛情結／（2001年 - 2007年、全17卷）
  - 化成星星也愛你／
- 心動學園王子組／（2008年、全1卷短篇集）
  - 閃亮亮王子／
  - 眼鏡王子／
  - 蜂蜜王子／
  - 祭典王子／
- 戀愛七顛八倒／（全3卷）
- 莓果未爆彈／（全3卷）
- 純情蜜糖／（2012年、全1卷）
  - 純情蜜糖第0話／
- 戀愛情結TWO／（2012年、全1卷）
  - Honey Going
- 每天都是那麼的可愛／（2013年、全1卷短篇集）
  - 雖是愛戀的每一天
- 戀愛女子短篇集 秘密一籮筐／（2015年、全1卷）
  - 秘密一籮筐
  - 心動學園王子組

#### 短篇未收錄故事
- ネガ×ポジ （「DX瑪格麗特」2010年7月特大號）
- あしたの宿題（「別冊瑪格麗特」2011年1月號）
- キライスキキライ（「Sister」增刊2011年9月號）